# Christus Geboortekathedraal (Volgodonsk)
De kathedraal van de Geboorte van Christus (Russisch: Кафедральный собор Рождества Христова) is een nieuwe Russisch-orthodoxe kerk in de Russische stad Volgodonsk.
Op 7 maart 2001 werd begonnen met de bouw van de kerk. Na enige tijd stopte de bouw wegens gebrek aan financiële middelen. De bouw werd voortvarend hervat in 2008. In de herfst van 2010 konden de vier kleinere koepels worden geplaatst en in het daarop volgende voorjaar de grote centrale koepel. De totale hoogte van de kerk is inclusief het kruis op de centrale koepel 58 meter.
De eerste Goddelijke Liturgie werd op 1 augustus 2010 opgedragen in de benedenkerk die gewijd is aan Serafim van Sarov, schutspatroon van de nucleaire industrie. Voor de heilige admiraal Fjodor Oezjakov werd bij de kerk een kapel en een monumentaal beeld opgericht.
In 2011 kreeg de kerk de status van kathedraal van het toen opgerichte bisdom Volgodonsk.
Er zijn inmiddels 13 klokken gekocht voor de toekomstige klokkentoren van de kathedraal.

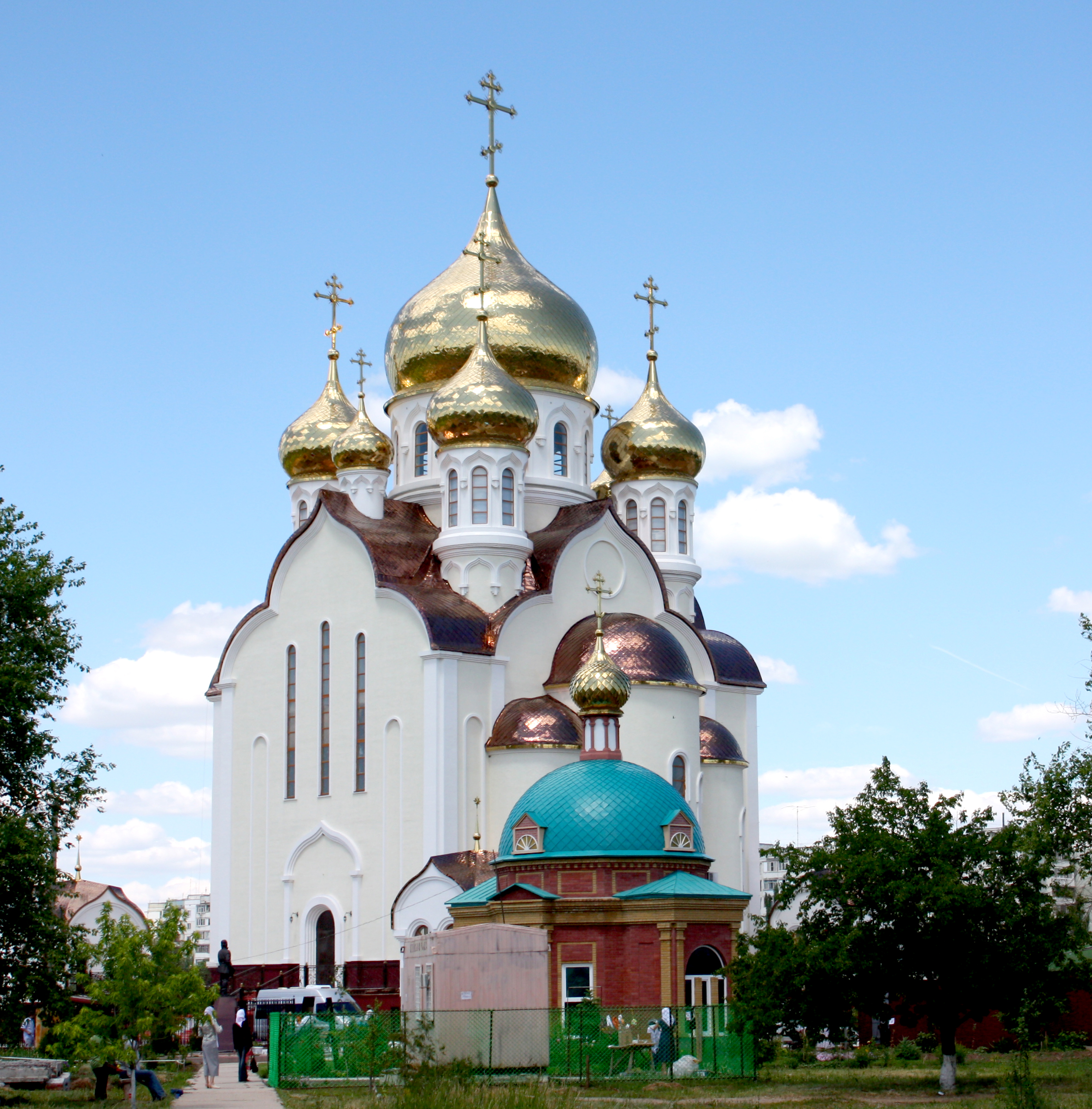
In juni 2011